# Matthew Macfadyen
David Matthew Macfadyen (født 17. oktober 1974) er en britisk skuespiller. Han medvirkede i "Stolthed og fordom" (Pride and Prejudice) og har en af hovedrollerne i tv-serien Spooks.

## Filmografi
| År   | Titel                | Rolle                 | Noter                                                                                           |
| ---- | -------------------- | --------------------- | ----------------------------------------------------------------------------------------------- |
| 2000 | Maybe Baby           | Nigel                 |                                                                                                 |
| 2001 | Enigma               | Lt. Cave              |                                                                                                 |
| 2003 | The Reckoning        | King's Justice        |                                                                                                 |
| 2004 | In My Father's Den   | Paul Prior            |                                                                                                 |
| 2005 | Stolthed og fordom   | Mr. Darcy             | Nomineret – London Film Critics Circle Award for Best British Newcomer of the Year              |
| 2006 | Middletown           | Gabriel Hunter        |                                                                                                 |
| 2007 | Grindhouse           | Eye Gouging Victim    | Segment: Don't                                                                                  |
| 2007 | Death at a Funeral   | Daniel Howells        |                                                                                                 |
| 2008 | Incendiary           | Terence Butcher       |                                                                                                 |
| 2008 | Frost/Nixon          | John Birt             | Nomineret – Screen Actors Guild Award for Outstanding Performance by a Cast in a Motion Picture |
| 2010 | Robin Hood           | Sheriff of Nottingham |                                                                                                 |
| 2011 | The Three Musketeers | Athos                 |                                                                                                 |
| 2012 | Anna Karenina        | Oblonsky              |                                                                                                 |